# Vilhelm Kyhn
Peter Vilhelm Carl Kyhn, (30 de marzo de 1819 hasta 11 de mayo de 1903) fue un pintor de paisajes danés. Pertenecía a la generación de pintores románticos nacionales después de la Edad de Oro danesa y antes de la eclosión moderna. Él seguía siendo un pintor tradicionalista y expresó fuertes críticas acerca de muchas de las nuevas tendencias en la pintura de la época. 
Kyhn también jugó un papel como educador, y el establecimiento de varias escuelas de arte alternativas, incluyendo una escuela de pintura para mujeres a la que asistieron conocidos artistas como Ana Ancher y demás.

## Biografía

### Primeros años y educación
Kyhn nació en Copenhague. Su padre estaba en contra de su sueño de convertirse en un artista, y le puso a entrenar en una oficina comercial; luego, como compromiso se le permitió entrenar con un grabador en cobre. Aquí aprendió a hacer viñetas, una habilidad que le fue útil para él más tarde cuando aprendió a hacer grabados.
También tuvo la oportunidad de iniciar su formación en la Real Academia Danesa de Bellas Artes en 1836. Ingresó en la Escuela de Pintura en Yeso Modelo en 1840, y allí fue donde fue influenciado por el clasicismo del maestro Christoffer Wilhelm Eckersberg, padre de la Edad de oro de la pintura danesa; y JL Lund. [1] Él también fue influenciado por Niels Lauritz Høyen, otro maestro en la Academia, así como un importante crítico e historiador del arte, que animó a una escuela danesa de arte única. N. F. S. Grundtvig era también una fuente de inspiración en su giro hacia el romanticismo nacional.

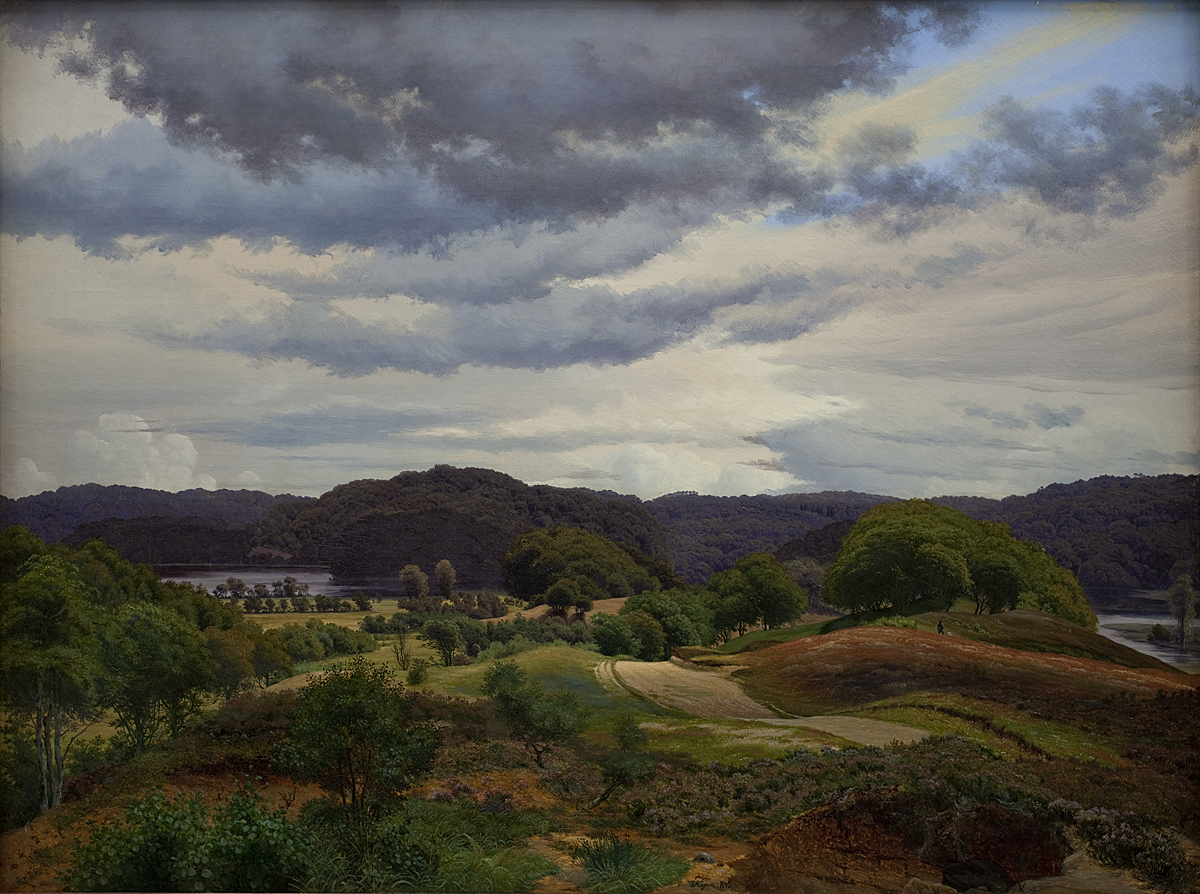
Bosques de Jutlandia, pintado por Kyhn en 1845 cerca de Silkeborg y exhibido en Charlottenborg en 1845.

Ganó el pequeño medallón de plata en 1843, pero estuvo dispuesto en convertirse en un pintor de paisajes. Kyhn pasó a exhibir su primer paisaje, "Et Bornholmsk Strandparti" ( "Una vista de la playa de Bornholm"), un área que había visitado durante un período de varios años. Esta pintura fue adquirida por la Colección de Pintura Real danesa, ahora la Galería Nacional de Dinamarca, y posteriormente cedido al Museo de Arte de Aarhus.

### Estudiante de turismo en el extranjero

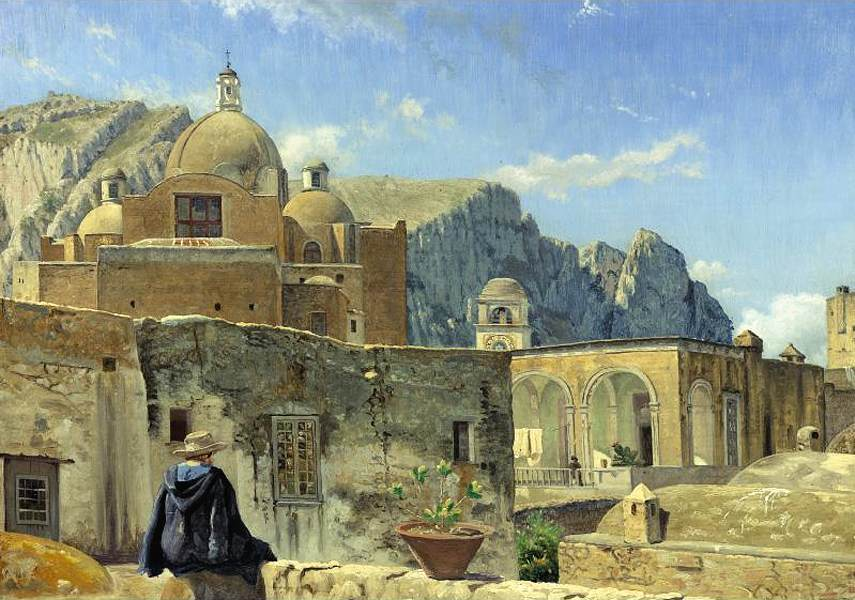
muchacho joven sentado en una pared con vistas a Capri, una de las pocas pinturas relativas de Kyhn en sus viajes.

Después de algunos años de trabajos de pintura paisajistas en Jutlandia y el norte de Zelanda, comenzó a buscar un estipendio de viaje; se le concedió una en 1848. Se retrasó, sin embargo, viajó a Holanda y Bélgica, a París en la primavera de 1850 y llegó a Italia en septiembre del mismo año. Al año siguiente recibió una extensión a su estipendio. Y pintó unos paisajes de los países que visitó.

### Pintura de paisaje romántico nacional
De vuelta en Dinamarca en junio de 1851, regresó a la pintura de la naturaleza. Las pinturas que Niels Lauritz Høyen compró a Kyhn muestran un buen desarrollo en su estilo. Su capacidad de la pintura de paisajes siguió mejorando con los años, como lo demuestra la escena de invierno, "Kystparti ved Taarbæk" ( "Vista de la costa cerca de Taarbæk") y "Udsigt sobre det Flade Tierra ved Bjærgelide" ( "Visión sobre la tierra plana cerca Bjærgelide ") pintado en 1858, que contó con el campo danés típico cerca de Horsens. Las praderas planas de Jutlandia en esta foto no eran un tema popular en el momento. Ayudó a abrir el camino para otros artistas para interpretar este paisaje danés por excelencia.

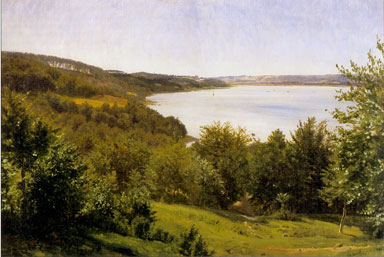
Vista sobre Vejle Fjord (Vilhelm Kyhn, 1854).

Después de 1863, pintó muchas escenas a la luz especial de las noches de verano de Dinamarca. Estos incluyen la atmosférica "Efter Solnedgang i udkanten af en landsby" ( "Después de la puesta del sol en las afueras de un pueblo") pintado en 1863 y "Sildig Sommeraften ved Himmelbjærget" ( "Tarde de verano Principios de cerca de Himmelbjerget") pintado en 1874. Ambas pinturas se encuentran en la colección del Museo Nacional de Arte.
Pintó muchos paisajes en la zona cerca de Silkeborg, y pasó sus veranos a partir de 1873 en Himmelbjerg, uno de los puntos más altos de Dinamarca. Era probable que en esta área Kyhn comenzó a experimentar con la pintura al aire libre, en lugar de la pintura en el estudio como lo había hecho anteriormente y era costumbre.

## Trabajo gráfico
Fue uno de los impulsores de la creación de la Unión de Grabadores Danéses (Den Danske Radeerforening) en 1853. Se casó con Pauline Leisner el 11 de septiembre de ese mismo año.

## La oposición al internacionalismo y conflictos en la Academia
Enseñó en tanto en la Escuela de Dibujo como en la Escuela de Pintura de la década de 1850. Se convirtió en miembro de la Academia de Arte en 1870. Fue miembro de la Comisión de Exposición en Charlottenborg durante 1873-1888, y del Comité de exposiciones para la Exposición Universal de París durante 1877-1878. Viajó a Suecia en 1866 y 1874, a Noruega en 1873 y 1874, y por último a Skagen en 1877.
Como artista nacionalista, las "artistas rubias" como se las llamaba, fueron excluidas de la membresía en la Academia, y no podían vender sus pinturas a la Kunstforeningen influyente en Gammel Strand. 
En reacción y oposición a el creciente internacionalismo que afecta a jóvenes artistas daneses que estaban eligiendo viajar a Francia como parte de su educación, y en el sentido de esta formación en el arte francés danés, Kyhn envió un trabajo a París en 1876. El trabajo fue una defensa del arte nacional danés y la escuela Eckersberg de pintura. Viajó a París en 1878, donde su obra fue expuesta en la Exposición Universal. Renunció a la Academia en 1882 en protesta por obras de Peder Severin Krøyer y Theodor Philipsen. [2] Su obra se expuso en la primera exposición internacional de arte en Viena, Austria, en 1882. Kyhn fue seleccionado como miembro de la Asamblea Plenaria de la Academia en 1887.

## Escuelas de pintura alternativa

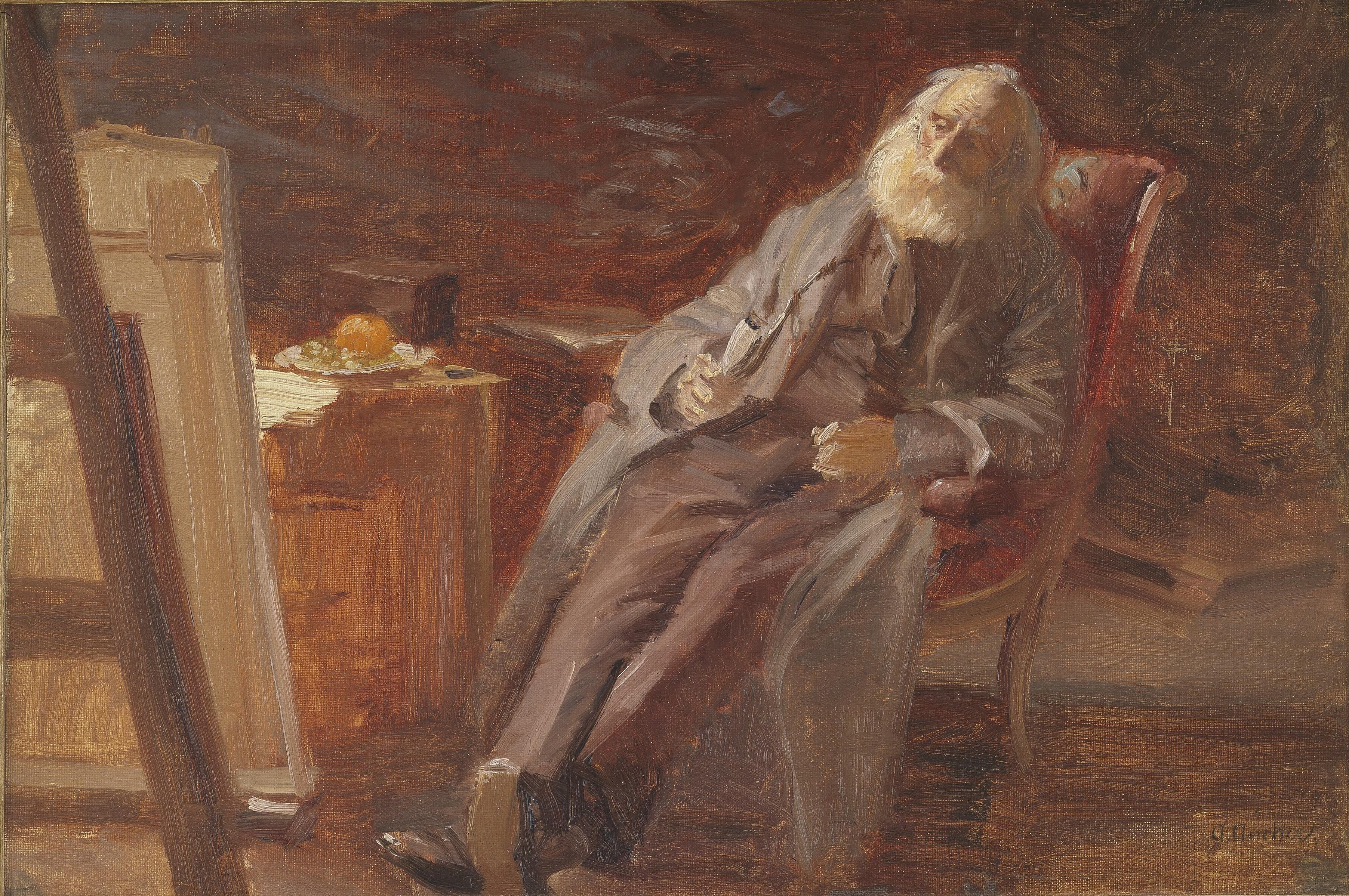
El pintor Vilhelm Kyhn fumando su pipa, pintura de Ana Ancher, su más famosa estudiante de la Escuela de Pintura de la Mujer.

Durante el periodo de 1871-1879, el estudio de Kyhn se convirtió en un lugar de reunión para un grupo de jóvenes, artistas y estudiantes de la Academia insatisfechos llamado el "Huleakademiet" ( "La Academia Den"), que finalmente llevó a la formación en 1882 de los artistas 'Independientes de Las escuelas de estudio ( "Kunstnernes Frie Studieskoler"). [1] Durante este período, entre 1865 y 1895, también la Escuela de Pintura de la Mujer ( "Tegneskolen para Kvinder"), hecha para las mujeres que no tenían acceso a la Academia. Más de 75 mujeres fueron formadas allí, incluyendo a Ana Ancher, Johanne Krebs, Emilie Mundt, Marie Luplau, y Emmy Thornam. [3]

## Los frutos de una larga vida
Interpretó un paisaje más natural que antes, que estaba anclado en un estudio cuidadoso y con una inmediatez posible gracias a la pintura al aire libre. Él eligió presentar y glorificar a los paisajes de su tierra natal, la exploración de todo el campo cerca de su casa en Jutlandia. Fue influenciado por los tiempos, y podría mostrar la influencia en sus pinturas, mientras que el romanticismo nacional de su edad madura ancla en su gran producción de paisajes. Él influyó en muchos artistas más jóvenes. Aparece en un retrato realizado por P. S. Krøyer (1898). Otros pintores de paisaje danés de su generación eran Johan Thomas Lundbye y P. C. Skovgaard.